# Aire d'attraction de Chemillé-en-Anjou
L'aire d'attraction de Chemillé-en-Anjou est un zonage d'étude défini par l'Insee pour caractériser l’influence de la commune de Chemillé-en-Anjou sur les communes environnantes. Publiée en octobre 2020, elle se substitue à l'aire urbaine de Chemillé-en-Anjou, qui se composait d'une commune dans le zonage de 2010.

## Définition
L'aire d'attraction d'une ville est composée d’un pôle, défini à partir de critères de population et d’emploi ainsi que d’une couronne constituée des communes dont au moins 15 % des actifs travaillent dans le pôle. Le pôle d’attraction constitue ainsi un point de convergence des déplacements domicile-travail,.

## Type et composition
L’aire d'attraction de Chemillé-en-Anjou est une aire intra-départementale qui comporte 2 communes en Maine-et-Loire. 
Elle est catégorisée dans les aires de moins de 50 000 habitants, une catégorie qui regroupe 12,2 % au niveau national.

### Carte

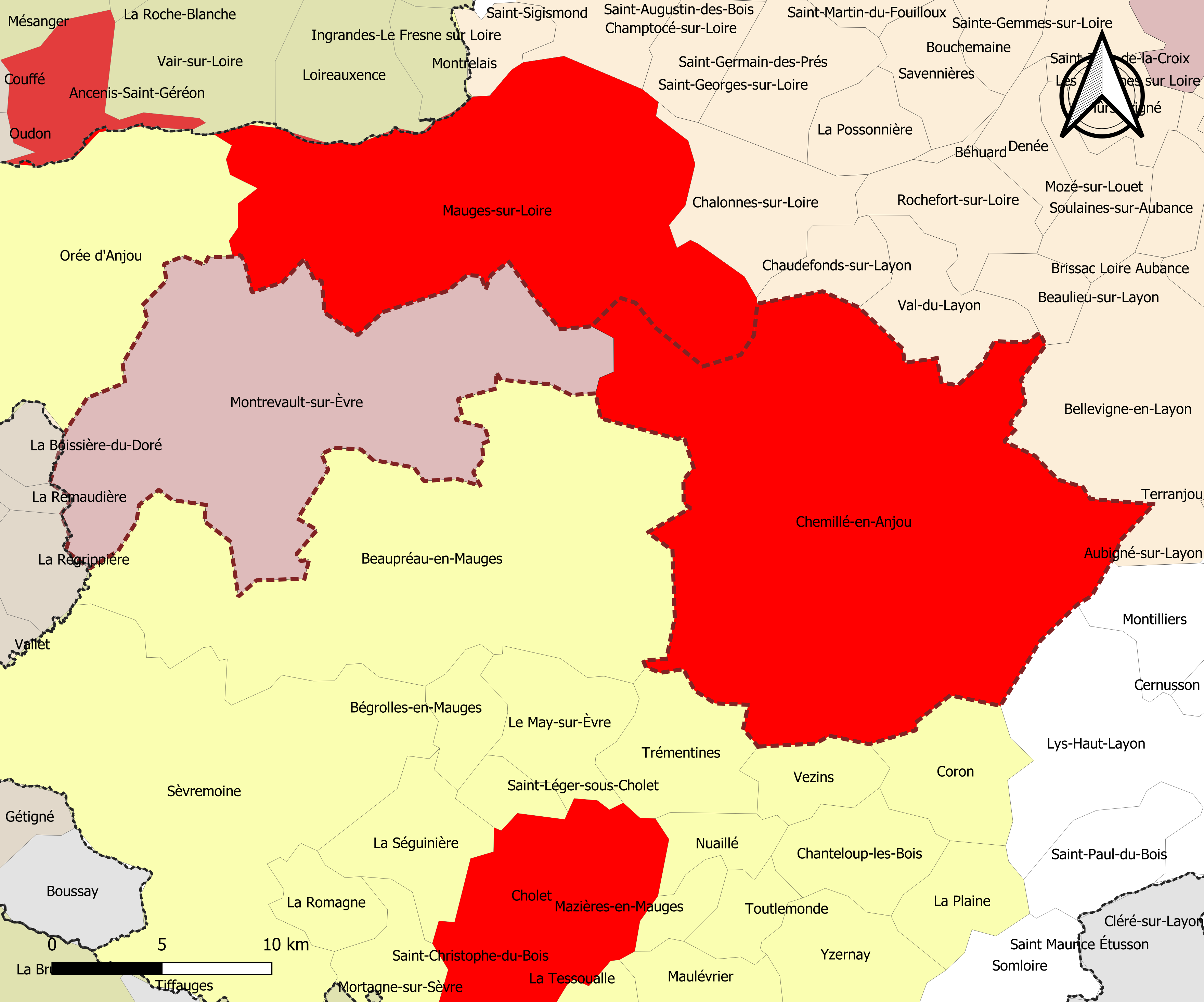
Carte de l'aire d'attraction de Chemillé-en-Anjou.
Commune-centre
Commune du pôle principal

### Composition communale
| Nom                                | Code Insee | Département    | Statut                    | Superficie (km2) | Population (dernière pop. légale) | Densité (hab./km2) | Modifier                                    |
| ---------------------------------- | ---------- | -------------- | ------------------------- | ---------------- | --------------------------------- | ------------------ | ------------------------------------------- |
| Chemillé-en-Anjou (commune-centre) | 49092      | Maine-et-Loire | commune-centre            | 323,98           | 21 550 (2022)                     | 67                 | modifier les données · modifier les données |
| Montrevault-sur-Èvre               | 49218      | Maine-et-Loire | commune du pôle principal | 198,85           | 15 684 (2022)                     | 79                 | modifier les données · modifier les données |